# Berecz Mihály
Berecz Mihály (Budapest, 1997. – ) magyar zongoraművész, egyetemi tanár. Édesapja, Berecz András (1957-) mesemondó.

## Életpályája
2004-ben kezdett zenét tanulni. 2006-ban zongorázni kezdett, Major Edit irányítása alatt. 2007-ben kezdett zeneelméletet és zeneszerzést is tanulni. A Szent István Király Zeneművészeti Szakközépiskolában Belák Erzsébet volt a tanára. 2013-ban debütált a Művészetek Palotájában. Kocsis Zoltán vezénylésével. 2016–2020 között a Royal Academy of Music-on tanult Londonban, ahol Christopher Elton oktatta. 2022-től a Liszt Ferenc Zeneakadémia kamaratanszékének tanára.
Olyan karmesterekkel játszott együtt mint például Vásáry Tamás, Keller András, de dolgozott már Záborszky Kálmánnal, Vashegyi Györggyel, Gál Tamással és Ménesi Gergellyel is. A Concerto Budapest, a Nemzeti Filharmonikus Zenekar, a Budapesti Filharmóniai Társaság Zenekara, a Miskolci Szimfonikus Zenekar, a Zuglói Filharmónia és a Kassai Állami Zenekar partnere is volt.

## Díjai
- a XII. Országos Zeneiskolai Verseny kiemelt első díja (2010)
- a III. Országos Bartók Béla Zeneiskolai zongoraverseny kiemelt nívódíj (2011)
- a Nemzetközi Ifjúsági Fesztivál aranyérme (Prága, 2012)
- a II. Manhattan Nemzetközi Zenei Verseny I. díja (2018)
- a londoni Királyi Zeneakadémia Harriet Cohen díja (2018)
- a zürichi Anda Géza verseny Liszt-Bartók különdíjasa (2021)
- Junior Prima díj (2020)[6]
- a Ciffra Alapítvány tehetség díjasa (2021)[6]